# Kolonia Chojnice
Kolonia Chojnice [kɔˈlɔɲa xɔi̯ˈnit͡sɛ] là một khu định cư cũ ở khu hành chính của Gmina Mirosławiec, thuộc hạt Wałcz, Tây Pomeranian Voivodeship, ở phía tây bắc Ba Lan.
Trước năm 1945, khu vực này là một phần của Đức. Đối với lịch sử của khu vực, xem Lịch sử của Pomerania.